# Озерщина
Озерщина — село Бородянської селищної громади Бучанського району Київської області, знаходиться біля болотистого струмка Вабля, за 17 кілометрів від центру громади. В старих історичних документах село Озірщина називалось по різному — Озорщина, Єзерщина, Озерщина, Озірщина.

## Загальні відомості

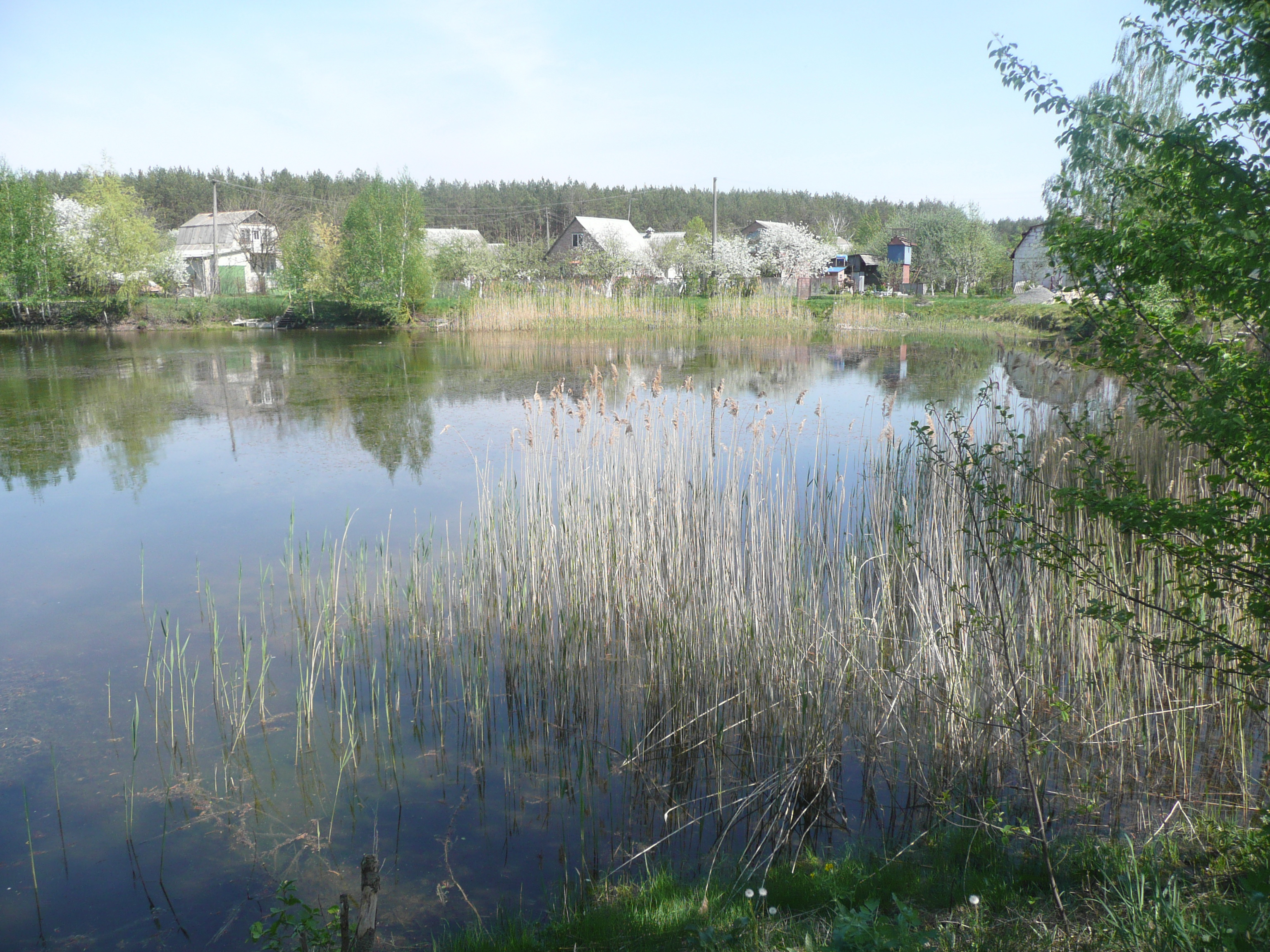
Озерщина

Найдавніші поселення на території села Озірщина відносяться до кам'яної доби. Про це свідчать наукові археологічні пам'ятки. Навколо села знаходиться курганна група, датована III тис. до н. е. — І тис. н. е. Матеріальним підтвердженням є
знайдені на курганах знаряддя праці доби неоліту.
Згідно з історичними нотатками в селі проживало 450 жителів на 1884 рік.
Також відомо, що в 1686 р. Єзерщина і село Голе належали Конарському; з початку XVII ст. належало сім'ї Росцишевських, а потім це село належало Францу Росцишевському (1884 рік).
За станом на початок XXI ст. в селі проживало 249 мешканців.

## Галерея

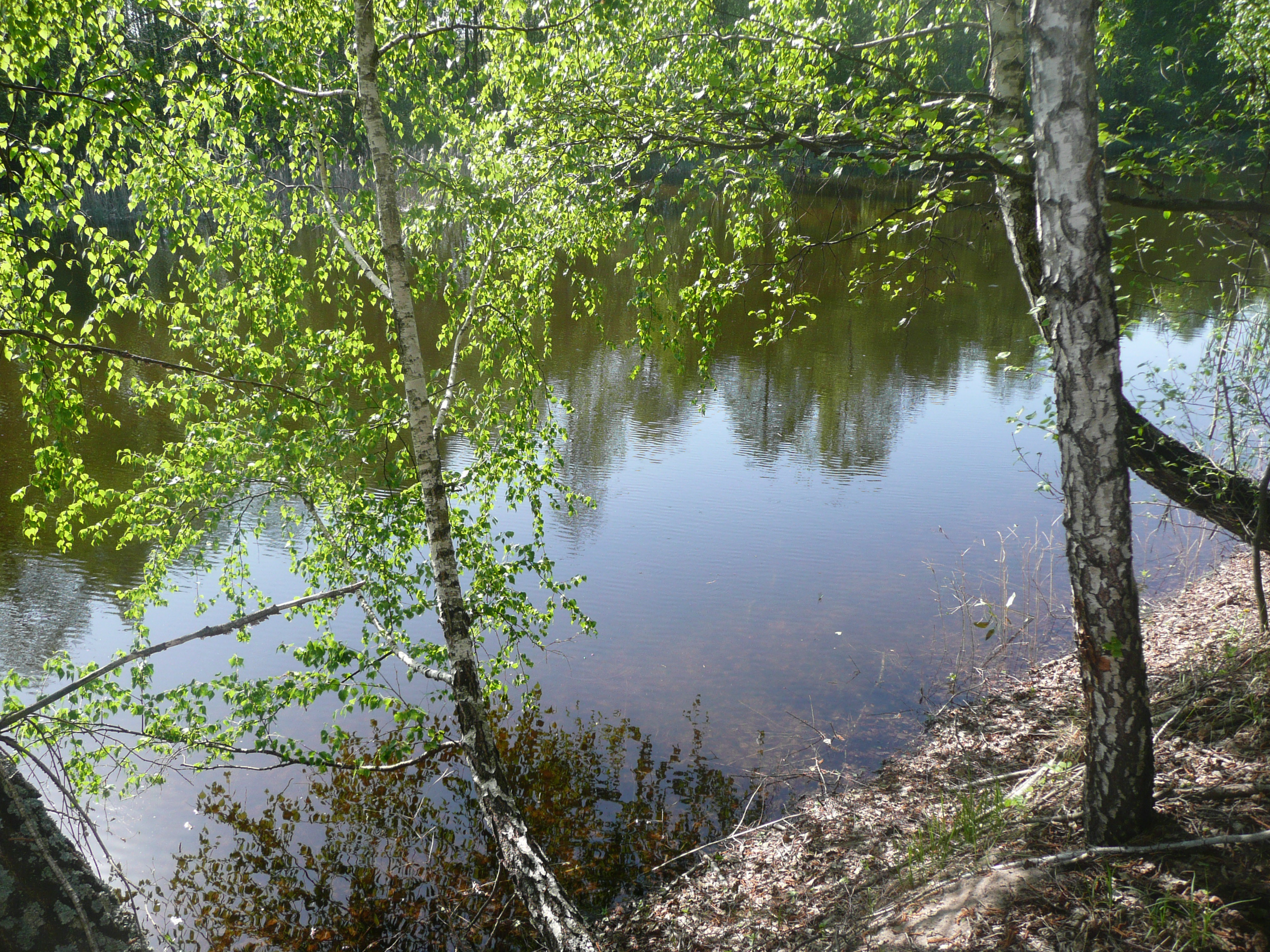
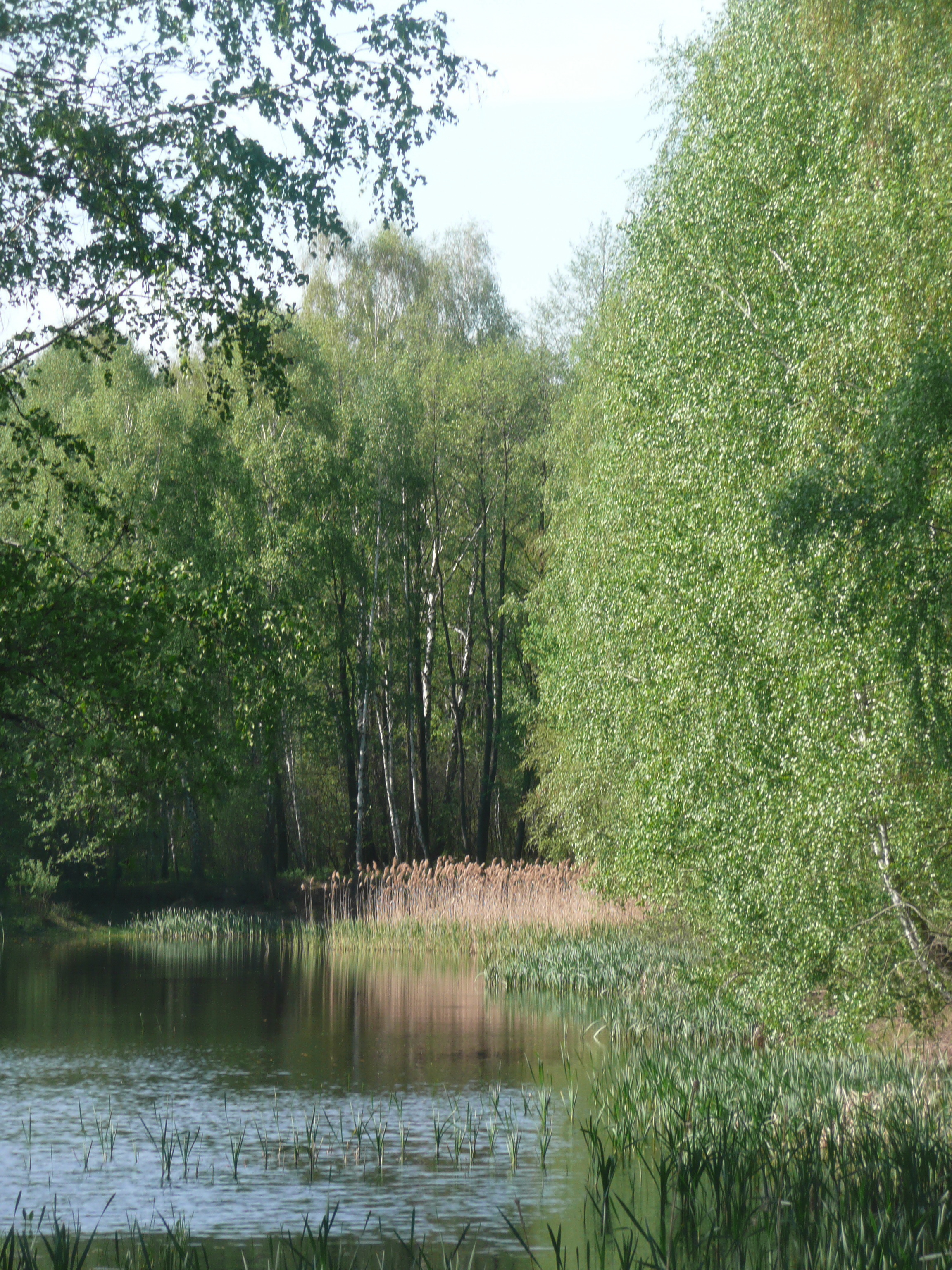
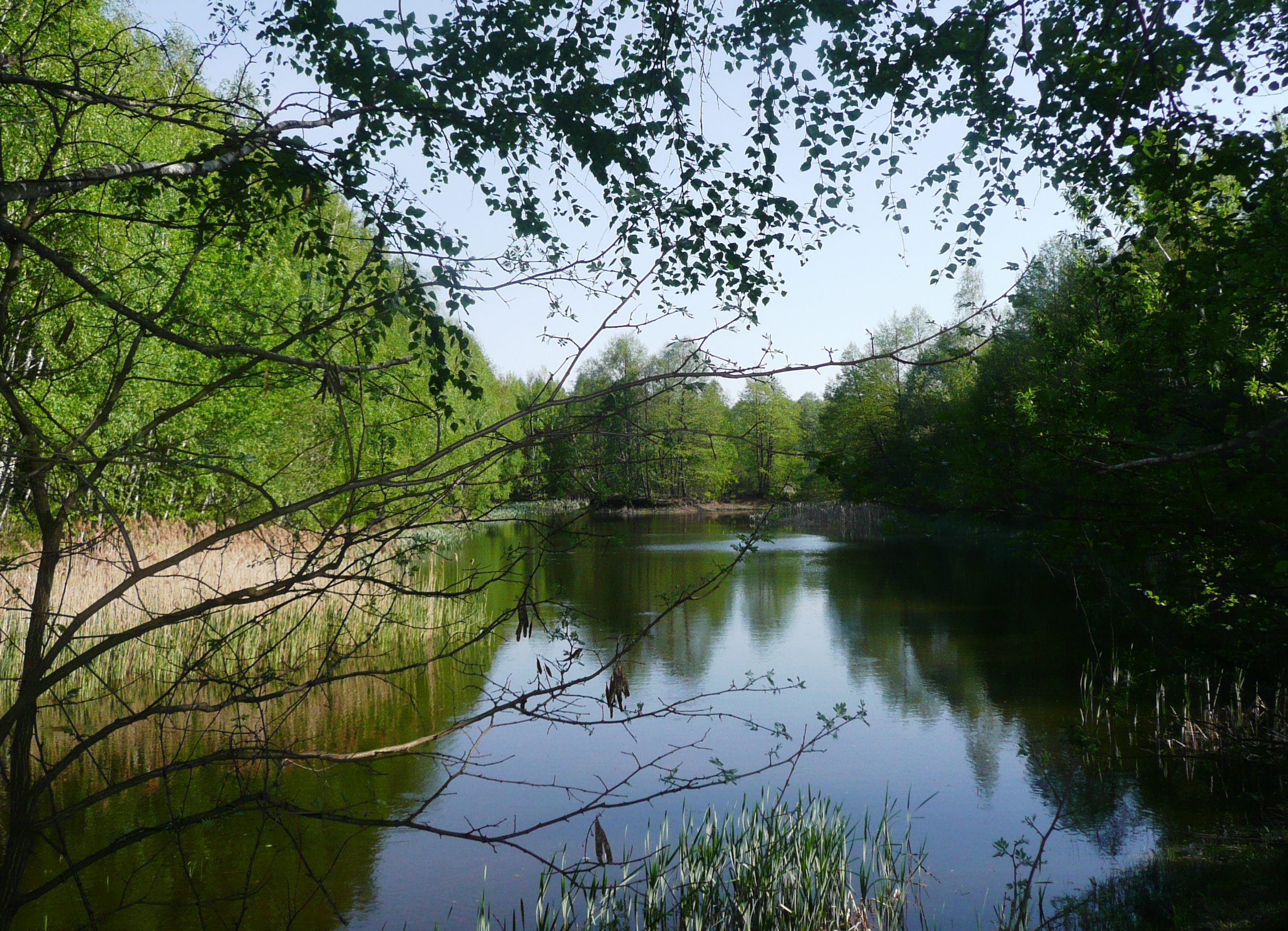
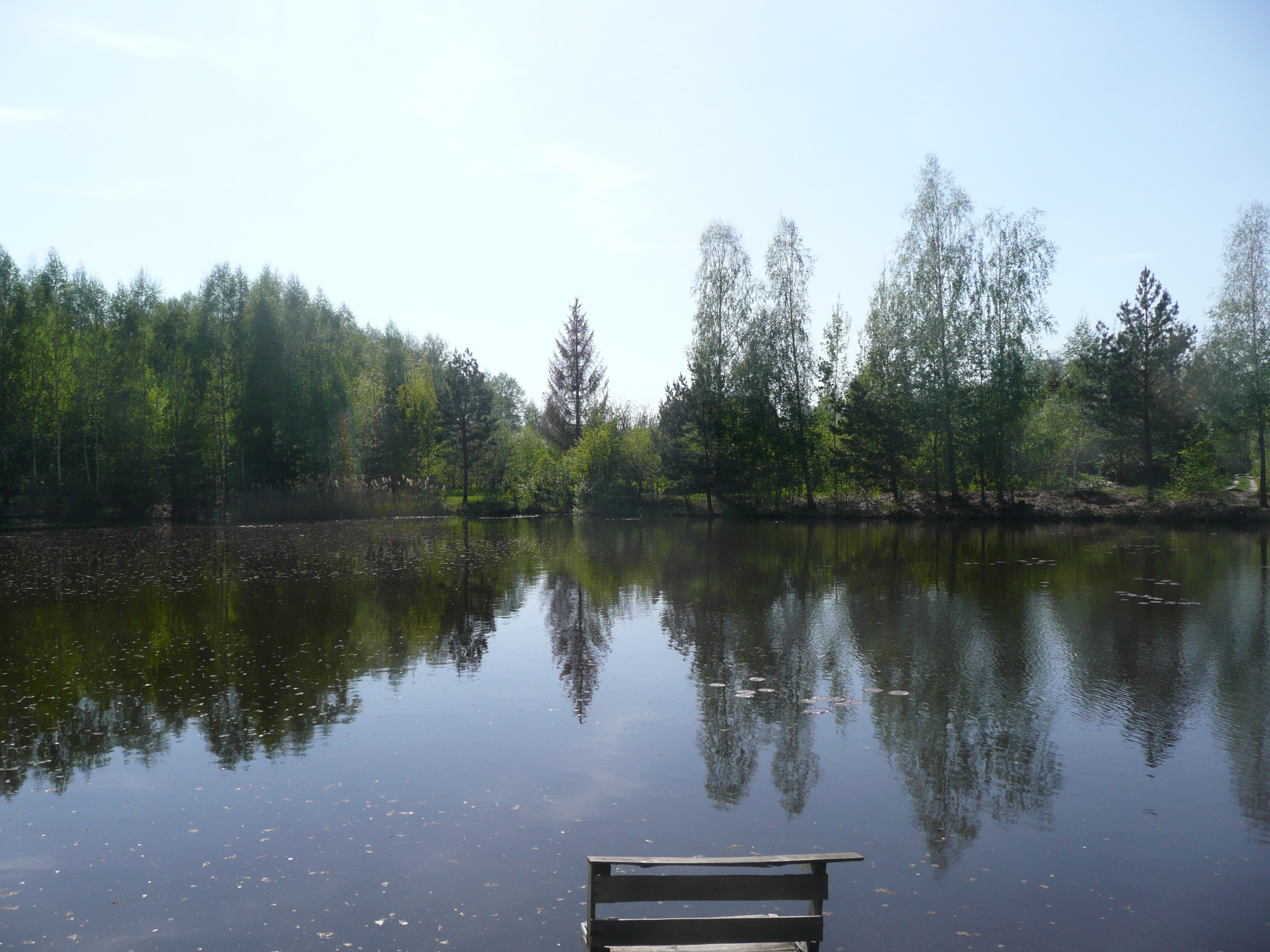
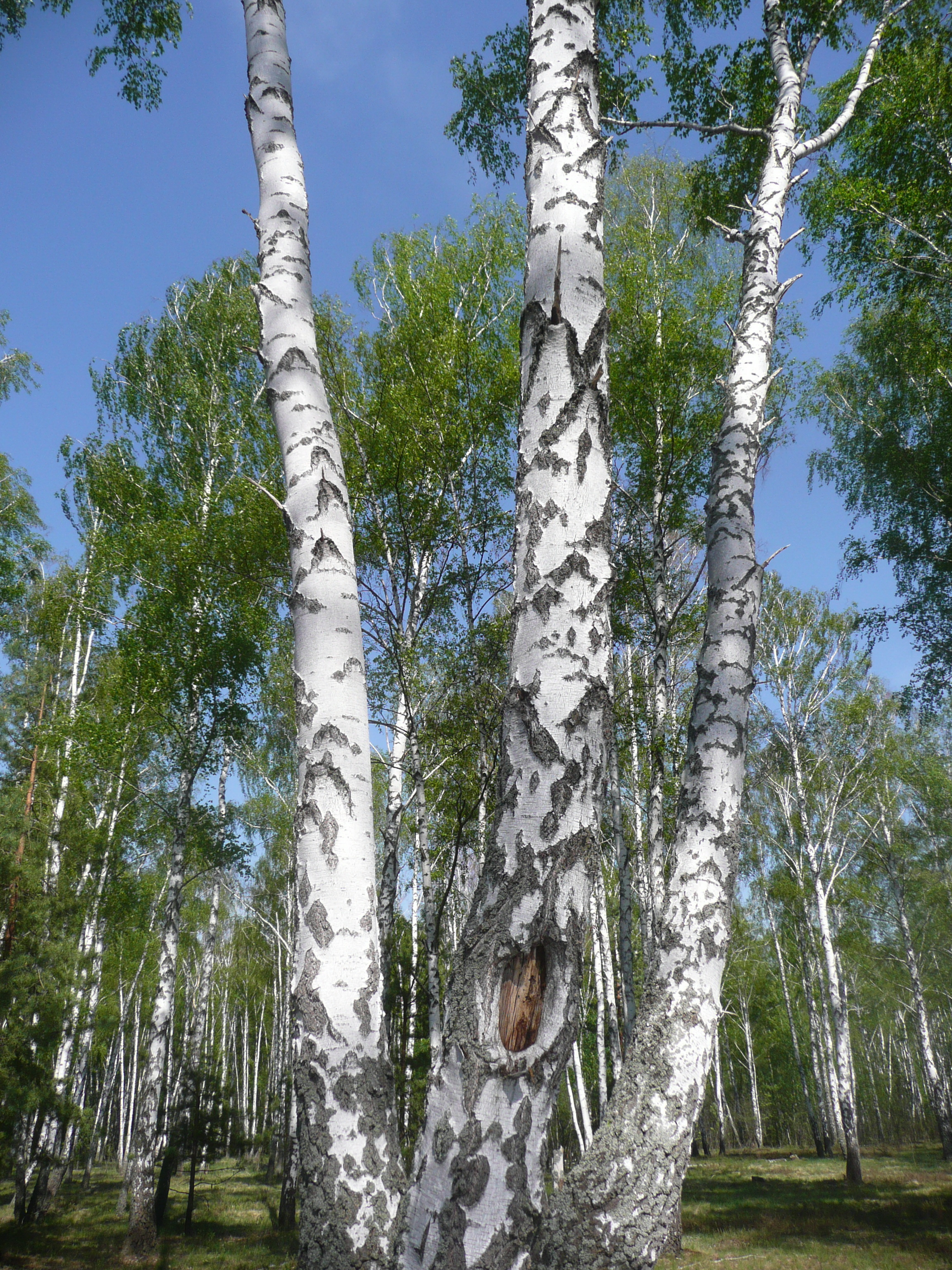
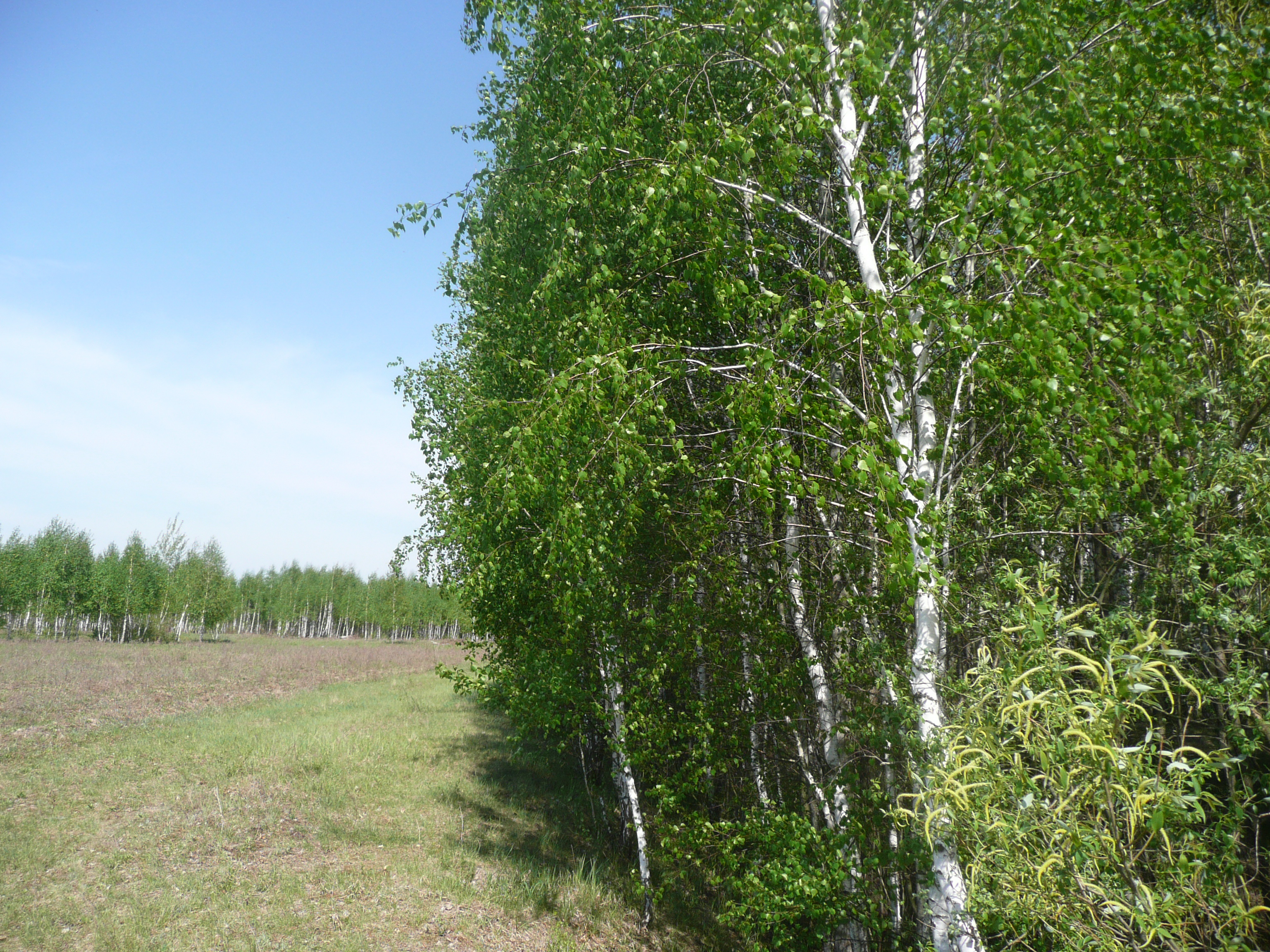